# マキシマム (ミックススパイス)
マキシマムは宮崎県北諸県郡で牛肉の加工、流通、販売業を営む中村食肉が製造するミックススパイス。カツオエキスにクミン、ナツメグなどの16種類の香辛料、醤油や野菜の風味が加えられている。肉料理との相性に優れ、それ以外では魚、野菜、白米、スープ、オリーブオイルやごま油などに掛けたり混ぜたりして使うことができる。『サイゾーウーマン』によると宮崎県民の9割以上が愛用する。
製造する中村食肉は1931年（昭和6年）創業。当初は肉と一緒に小袋に入れての販売形態だったが、客からの希望でボトルでの販売を開始。2021年の時点で「発売から35年」とされている。
2018年に全国ネットのテレビで取り上げられたことをきっかけに、宮崎県外でも販売できるよう増産体制を準備。2020年には大手スーパーなどでも販売されるようになる。2022年には月間15万本の出荷となり、滝沢秀明が「キャンプの時に使っている」とTwitterでマキシマムに言及するなどの話題もあった。2023年には新工場の建設も決まり、さらなる増産が見込まれている。
航空自衛隊の給食の鶏の唐揚げを「空上げ（からあげ）」と称するが、宮崎県串間市にある高畑山分屯基地による「高畑山分屯基地空自空上げ」のレシピでは、当地スパイスとしてマキシマムが指定されている。